# Olympische Winterspiele 2010/Eishockey (Frauen)
Das Eishockeyturnier der Frauen bei den Olympischen Winterspielen 2010 in Vancouver fand vom 13. bis zum 25. Februar – so wie bei den Spielen in Turin – mit acht Nationalmannschaften statt. Die Partien wurden in der UBC Thunderbird Arena mit einer Kapazität von 6.800 Zuschauer ausgetragen. Ab dem Halbfinale fanden die Spiele dagegen im 19.300 Zuschauer fassenden Canada Hockey Place statt.
Kanada verteidigte durch einen 2:0-Finalsieg über die USA zum zweiten Mal in Folge den Titel. Den dritten Rang sicherte sich Finnland.

## Qualifikation
Für das Turnier waren die ersten sechs Nationen der IIHF-Weltrangliste nach Abschluss der Weltmeisterschaft 2008 automatisch qualifiziert. Weitere zwei Teilnehmer wurden in Qualifikationsturnieren ausgespielt.
Als beste sechs Mannschaften der IIHF-Weltrangliste 2008 qualifizierten sich:
- Kanada
- USA
- Finnland
- Schweden
- Schweiz
- Russland

Über die vier Qualifikationsturniere qualifizierten sich:
- Volksrepublik China
- Slowakei

## Modus
Die acht Teams des olympischen Eishockeyturniers wurden in der Vorrunde in zwei Gruppen zu je vier Mannschaften eingeteilt. Dabei setzten sich die beiden Gruppen nach den Platzierungen der Nationalmannschaften in der IIHF-Weltrangliste nach der Weltmeisterschaft 2008 nach folgendem Schlüssel zusammen:
| Gruppe A      | Gruppe B                |
| Kanada (1)    | USA (2)                 |
| Schweden (4)  | Finnland (3)            |
| Schweiz (5)   | Russland (6)            |
| Slowakei (17) | Volksrepublik China (8) |

Innerhalb der Gruppen spielten die Mannschaften zunächst nach dem Modus Jeder-gegen-Jeden, sodass jede Mannschaft zunächst drei Spiele bestritt.
Die beiden Gruppenersten spielten über Kreuz das Halbfinale aus – also Sieger A gegen Zweiter B und Sieger B gegen Zweiter A –, die Sieger zogen ins Finale ein. Die Verlierer der Halbfinals spielten die Bronzemedaille aus. Die Mannschaften auf den Ränge 3 und 4 der Vorrunde spielten eine Platzierungsrunde, wobei sie ebenfalls erst über Kreuz spielten, die Sieger dieser Spiele spielten dann um Platz 5, die Verlierer um Platz 7.

## Austragungsorte
| \| Vancouver \|             |
| Austragungsort des Turniers |
| Vancouver                   |

| Vancouver |

## Vorrunde

### Gruppe A
| 13. Februar 2010 12:00 Uhr (Ortszeit) | 13. Februar 2010 21:00 Uhr (MEZ) | Schweden D. Rundqvist (12:31) T. Enström (31:35) E. Udén Johansson (41:50) | 3:0 (1:0, 1:0, 1:0) Spielbericht | Schweiz | UBC Thunderbird Arena, Vancouver Zuschauer: 5.222 |

| 13. Februar 2010 17:00 Uhr | 14. Februar 2010 2:00 Uhr | Kanada H. Irwin (1:39) T. Bonhomme (3:06) M. Agosta (5:38) C. MacLeod (8:21) M. Agosta (11:34) G. Kingsbury (15:09) C. Sostorics (16:20) S. Vaillancourt (23:42) M.-P. Poulin (27:21) M. Agosta (30:19) J. Hefford (32:00) C. Ouellette (32:44) C. MacLeod (36:42) J. Hefford (44:23) H. Irwin (44:37) C. Piper (46:54) J. Hefford (51:03) G. Kingsbury (52:52) | 18:0 (7:0, 6:0, 5:0) Spielbericht | Slowakei | Canada Hockey Place, Vancouver Zuschauer: 16.496 |

| 15. Februar 2010 14:30 Uhr | 15. Februar 2010 23:30 Uhr | Schweiz D. Leimgruber (39:46) | 1:10 (0:2, 1:3, 0:5) Spielbericht | Kanada G. Apps (6:27) S. Vaillancourt (14:25) C. Piper (22:19) M. Agosta (28:08) M. Agosta (31:15) J. Hefford (40:54) C. Ward (49:08) M.-P. Poulin (49:27) R. Johnston (50:43) H. Wickenheiser (51:55) | UBC Thunderbird Arena, Vancouver Zuschauer: 5.413 |

| 15. Februar 2010 19:00 Uhr | 16. Februar 2010 4:00 Uhr | Schweden P. Winberg (5:01) P. Winberg (12:11) J. Asserholt (16:07) P. Winberg (29:07) E. Holmlöv (46:08) P. Winberg (53:20) | 6:2 (3:2, 1:0, 2:0) Spielbericht | Slowakei A. Džurňáková (9:52) N. Čupková (13:29) | UBC Thunderbird Arena, Vancouver Zuschauer: 5.323 |

| 17. Februar 2010 14:30 Uhr | 17. Februar 2010 23:30 Uhr | Kanada M. Agosta (6:58) M.-P. Poulin (9:16) C. Piper (13:00) S. Vaillancourt (15:27) T. Bonhomme (15:57) M. Agosta (21:06) J. Hefford (25:14) H. Wickenheiser (25:36) G. Apps (26:13) M. Agosta (27:59) C. Piper (29:17) H. Irwin (31:43) G. Apps (47:43) | 13:1 (5:0, 7:0, 1:1) Spielbericht | Schweden K. Timglas (52:16) | UBC Thunderbird Arena, Vancouver Zuschauer: 5.483 |

| 17. Februar 2010 19:00 Uhr | 18. Februar 2010 4:00 Uhr | Slowakei J. Čulíková (7:10) J. Čulíková (40:19) | 2:5 (1:0, 0:1, 1:4) Spielbericht | Schweiz S. Marty (35:39) S. Marty (50:35) S. Benz (51:18) K. Lehmann (56:28) S. Marty (58:25) | UBC Thunderbird Arena, Vancouver Zuschauer: 5.272 |

| Pl. |          | Sp | S | OTS | OTN | N | Tore  | Punkte |
| 1.  | Kanada   | 3  | 3 | 0   | 0   | 0 | 41:02 | 9      |
| 2.  | Schweden | 3  | 2 | 0   | 0   | 1 | 10:15 | 6      |
| 3.  | Schweiz  | 3  | 1 | 0   | 0   | 2 | 06:15 | 3      |
| 4.  | Slowakei | 3  | 0 | 0   | 0   | 3 | 04:29 | 0      |

Abkürzungen: Pl. = Platz, Sp = Spiele, S = Siege, OTS = Siege nach Verlängerung (Overtime) oder Penaltyschießen, OTN = Niederlagen nach Verlängerung oder Penaltyschießen, N = Niederlagen

Erläuterungen: Qualifikant für das Halbfinale

### Gruppe B
| 14. Februar 2010 12:00 Uhr (Ortszeit) | 14. Februar 2010 21:00 Uhr (MEZ) | USA A. Ruggiero (2:51) K. Stack (9:56) J. Potter (14:22) M. Duggan (17:40) J. Potter (18:01) J. Potter (21:18) L. Chesson (23:46) J. Lamoureux (39:39) M. Duggan (43:59) M. Engstrom (50:43) N. Darwitz (54:43) J. Chu (59:21) | 12:1 (5:0, 3:0, 4:1) Spielbericht | Volksrepublik China Jin F. (57:39) | UBC Thunderbird Arena, Vancouver Zuschauer: 5.278 |

| 14. Februar 2010 16:30 Uhr | 15. Februar 2010 1:30 Uhr | Finnland S. Sirviö (9:30) M. Voutilainen (23:59) V. Hovi (37:36) N. Tikkinen (42:25) N. Tikkinen (49:32) | 5:1 (1:1, 2:0, 2:0) Spielbericht | Russland A. Wafina (6:11) | UBC Thunderbird Arena, Vancouver Zuschauer: 5.275 |

| 16. Februar 2010 14:30 Uhr | 16. Februar 2010 23:30 Uhr | Russland | 0:13 (0:5, 0:7, 0:1) Spielbericht | USA M. Lamoureux (2:19) J. Potter (5:48) K. Thatcher (9:54) C. Cahow (12:57) J. Potter (15:56) A. Ruggiero (20:34) K. Stack (23:16) J. Lamoureux (26:01) N. Darwitz (27:50) N. Darwitz (31:00) J. Potter (31:46) M. Engstrom (33:32) L. Chesson (41:05) | UBC Thunderbird Arena, Vancouver Zuschauer: 5.365 |

| 16. Februar 2010 19:00 Uhr | 17. Februar 2010 4:00 Uhr | Finnland K. Rantamäki (29:13) V. Hovi (34:02) | 2:1 (0:1, 2:0, 0:0) Spielbericht | Volksrepublik China Wang L. (18:10) | UBC Thunderbird Arena, Vancouver Zuschauer: 5.317 |

| 18. Februar 2010 14:30 Uhr | 18. Februar 2010 23:30 Uhr | USA J. Chu (8:08) M. Engstrom (10:47) M. Duggan (11:29) N. Darwitz (18:03) H. Knight (31:48) K. Thatcher (48:22) | 6:0 (4:0, 1:0, 1:0) Spielbericht | Finnland | UBC Thunderbird Arena, Vancouver Zuschauer: 5.398 |

| 18. Februar 2010 19:00 Uhr | 19. Februar 2010 4:00 Uhr | Volksrepublik China Jin F. (37:38) | 1:2 (0:0, 1:2, 0:0) Spielbericht | Russland J. Smolenzewa (24:23) M. Sergina (36:02) | UBC Thunderbird Arena, Vancouver Zuschauer: 5.391 |

| Pl. |                     | Sp | S | OTS | OTN | N | Tore  | Punkte |
| 1.  | USA                 | 3  | 3 | 0   | 0   | 0 | 31:01 | 9      |
| 2.  | Finnland            | 3  | 2 | 0   | 0   | 1 | 07:08 | 6      |
| 3.  | Russland            | 3  | 1 | 0   | 0   | 2 | 03:19 | 3      |
| 4.  | Volksrepublik China | 3  | 0 | 0   | 0   | 3 | 03:16 | 0      |

Abkürzungen: Pl. = Platz, Sp = Spiele, S = Siege, OTS = Siege nach Verlängerung (Overtime) oder Penaltyschießen, OTN = Niederlagen nach Verlängerung oder Penaltyschießen, N = Niederlagen

Erläuterungen: Qualifikant für das Halbfinale

## Platzierungsrunde
|  | Platzierungsrunde Plätze 5–8 | Platzierungsrunde Plätze 5–8 | Platzierungsrunde Plätze 5–8 |                  |  | Spiel um Platz 5 | Spiel um Platz 5 | Spiel um Platz 5 |
|  |                              |                              |                              |                  |  |                  |                  |                  |
|  |                              |                              |                              |                  |  |                  |                  |                  |
|  | A3                           | Schweiz                      | 6                            |                  |  |                  |                  |                  |
|  | B4                           | Volksrepublik China          | 0                            |                  |  | A3               | Schweiz          | 2                |
|  |                              |                              |                              |                  |  | B3               | Russland         | 1                |
|  |                              |                              |                              |                  |  |                  |                  |                  |
|  |                              |                              |                              | Spiel um Platz 7 |  |                  |                  |                  |
|  | B3                           | Russland                     | 4                            |                  |  |                  |                  |                  |
|  | A4                           | Slowakei                     | 2                            |                  |  | B4               |                  | 3                |
|  |                              |                              |                              |                  |  | A4               | Slowakei         | 1                |
|  |                              |                              |                              |                  |  |                  |                  |                  |

| 20. Februar 2010 14:30 Uhr (Ortszeit) | 20. Februar 2010 23:30 Uhr (MEZ) | Schweiz K. Lehmann (7:02) S. Marty (7:53) L. Nussbaum (37:12) S. Marty (39:44) S. Marty (54:54) S. Marty (58:48) | 6:0 (2:0, 2:0, 2:0) Spielbericht | Volksrepublik China | UBC Thunderbird Arena, Vancouver Zuschauer: 5.454 |

| 20. Februar 2010 19:00 Uhr | 21. Februar 2010 4:00 Uhr | Russland T. Sotnikowa (7:34) I. Gawrilowa (18:16) S. Terentjewa (33:45) I. Gawrilowa (50:26) | 4:2 (2:0, 1:1, 1:1) Spielbericht | Slowakei P. Pravlíková (23:24) J. Kapustová (40:31) | UBC Thunderbird Arena, Vancouver Zuschauer: 5.488 |

### Spiel um Platz 7
| 22. Februar 2010 14:00 Uhr | 22. Februar 2010 23:00 Uhr | Volksrepublik China Wang L. (37:15) Sun R. (45:04) Wang L. (51:44) | 3:1 (0:1, 1:0, 2:0) Spielbericht | Slowakei P. Pravlíková (10:37) | UBC Thunderbird Arena, Vancouver Zuschauer: 5.284 |

### Spiel um Platz 5
| 22. Februar 2010 19:00 Uhr | 23. Februar 2010 4:00 Uhr | Schweiz S. Marty (34:14) S. Marty (PS) | 2:1 n. P. (0:1, 1:0, 0:0, 0:0, 1:0) Spielbericht | Russland T. Burina (9:05) | UBC Thunderbird Arena, Vancouver Zuschauer: 5.412 |

## Finalrunde
|  | Halbfinale | Halbfinale | Halbfinale |                  |  | Finale | Finale   | Finale |
|  |            |            |            |                  |  |        |          |        |
|  |            |            |            |                  |  |        |          |        |
|  | A1         | Kanada     | 5          |                  |  |        |          |        |
|  | B2         | Finnland   | 0          |                  |  | A1     | Kanada   | 2      |
|  |            |            |            |                  |  | B1     | USA      | 0      |
|  |            |            |            |                  |  |        |          |        |
|  |            |            |            | Spiel um Platz 3 |  |        |          |        |
|  | B1         | USA        | 9          |                  |  |        |          |        |
|  | A2         | Schweden   | 1          |                  |  | B2     | Finnland | 3      |
|  |            |            |            |                  |  | A2     | Schweden | 2      |
|  |            |            |            |                  |  |        |          |        |

### Halbfinale
| 22. Februar 2010 12:00 Uhr (Ortszeit) | 22. Februar 2010 21:00 Uhr (MEZ) | USA M. Lamoureux (7:14) M. Duggan (8:23) A. Ruggiero (23:22) C. Cahow (25:58) K. Thatcher (33:35) M. Lamoureux (45:59) K. Weiland (47:15) K. Stack (55:20) M. Lamoureux (57:19) | 9:1 (2:0, 3:1, 4:0) Spielbericht | Schweden P. Winberg (29:34) | Canada Hockey Place, Vancouver Zuschauer: 16.021 |

| 22. Februar 2010 17:00 Uhr | 23. Februar 2010 2:00 Uhr | Kanada C. Piper (5:22) H. Irwin (14:36) M. Agosta (36:21) H. Irwin (44:23) C. Ouellette (58:57) | 5:0 (2:0, 1:0, 2:0) Spielbericht | Finnland | Canada Hockey Place, Vancouver Zuschauer: 16.324 |

### Spiel um Platz 3
| 25. Februar 2010 11:00 Uhr | 25. Februar 2010 20:00 Uhr | Finnland H. Pelttari (24:24) M. Karvinen (36:02) K. Rantamäki (62:33) | 3:2 n. V. (0:0, 2:1, 0:1, 1:0) Spielbericht | Schweden M. Rooth (32:24) D. Rundqvist (45:09) | Canada Hockey Place, Vancouver Zuschauer: 16.398 |

### Finale
| 25. Februar 2010 15:30 Uhr | 26. Februar 2010 0:30 Uhr | Kanada M.-P. Poulin (13:55) M.-P. Poulin (16:50) | 2:0 (2:0, 0:0, 0:0) Spielbericht | USA | Canada Hockey Place, Vancouver Zuschauer: 16.805 |

## Statistik

### Beste Scorerinnen
Abkürzungen: Sp = Spiele, T = Tore, V = Vorlagen, Pkt = Punkte, +/− = Plus/Minus, SM = Strafminuten; Fett: Turnierbestwert
| Spieler             | Team    | Sp | T | V | Pkt | +/− | SM |
| ------------------- | ------- | -- | - | - | --- | --- | -- |
| Meghan Agosta       | Kanada  | 5  | 9 | 6 | 15  | +14 | 2  |
| Jayna Hefford       | Kanada  | 5  | 5 | 7 | 12  | +15 | 8  |
| Stefanie Marty      | Schweiz | 5  | 9 | 2 | 11  | +4  | 6  |
| Jenny Potter        | USA     | 5  | 6 | 5 | 11  | +8  | 2  |
| Natalie Darwitz     | USA     | 5  | 4 | 7 | 11  | +6  | 0  |
| Caroline Ouellette  | Kanada  | 5  | 2 | 9 | 11  | +12 | 2  |
| Hayley Wickenheiser | Kanada  | 5  | 2 | 9 | 11  | +14 | 0  |
| Cherie Piper        | Kanada  | 5  | 5 | 5 | 10  | +12 | 0  |
| Monique Lamoureux   | USA     | 5  | 4 | 6 | 10  | +7  | 2  |
| Kelli Stack         | USA     | 5  | 3 | 5 | 8   | +4  | 2  |
| Sarah Vaillancourt  | Kanada  | 5  | 3 | 5 | 8   | +7  | 6  |

### Beste Torhüterinnen
Abkürzungen: Sp = Spiele, Min = Eiszeit (in Minuten), GT = Gegentore, SO = Shutouts, GAA = Gegentorschnitt, Sv% = Fangquote; Fett: Turnierbestwert
| Spieler             | Team                | Sp | Min    | GT | SO | GAA  | Sv%   |
| ------------------- | ------------------- | -- | ------ | -- | -- | ---- | ----- |
| Shannon Szabados    | Kanada              | 3  | 180:00 | 1  | 2  | 0,33 | 98,04 |
| Jessie Vetter       | USA                 | 4  | 239:50 | 3  | 2  | 0,75 | 95,77 |
| Florence Schelling  | Schweiz             | 5  | 301:55 | 16 | 1  | 3,18 | 90,91 |
| Irina Gaschennikowa | Russland            | 4  | 250:00 | 10 | 0  | 2,40 | 90,20 |
| Shi Yao             | Volksrepublik China | 5  | 247:53 | 19 | 0  | 4,60 | 88,82 |

## Abschlussplatzierungen

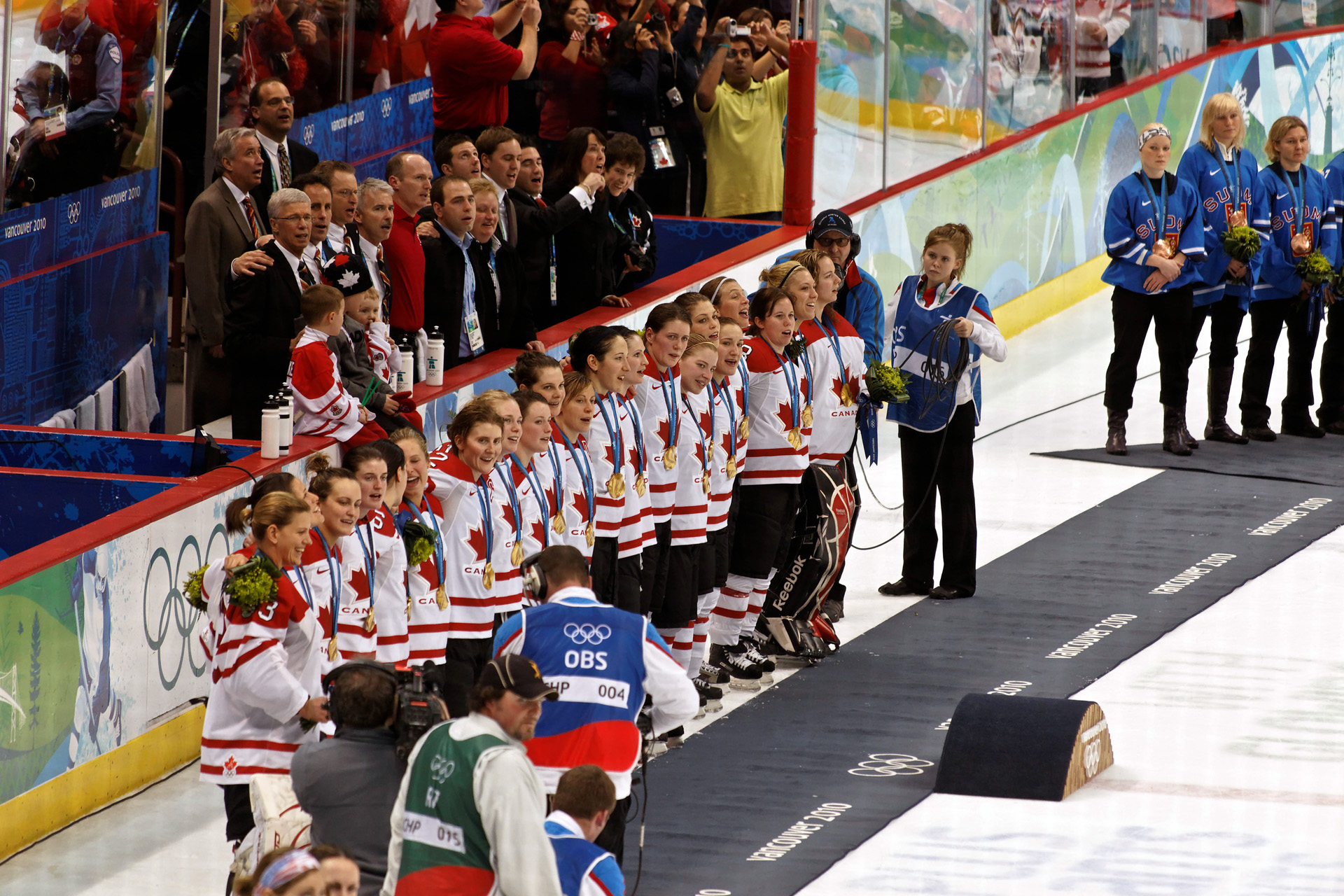
Die kanadische Mannschaft bei der Siegerehrung

Die Platzierungen ergeben sich nach folgenden Kriterien:
- Plätze 1 bis 4: Ergebnisse im Finale sowie im Spiel um Platz 3
- Plätze 5 bis 8: Ergebnisse im Spiel um Platz 5 sowie im Spiel um Platz 7
- Plätze 9 bis 14 (Qualifikation): nach Platzierung – dann Punkten, dann Tordifferenz
- Plätze 15 bis 21 (Vor-Qualifikation): nach Platzierung – dann Punkten, dann Tordifferenz

| Rang | Nation              |
| ---- | ------------------- |
| 1    | Kanada              |
| 2    | USA                 |
| 3    | Finnland            |
| 4    | Schweden            |
| 5    | Schweiz             |
| 6    | Russland            |
| 7    | Volksrepublik China |
| 8    | Slowakei            |

| Rang | Nation      |
| ---- | ----------- |
| 9    | Kasachstan  |
| 10   | Japan       |
| 11   | Deutschland |
| 12   | Norwegen    |
| 13   | Tschechien  |
| 14   | Frankreich  |

| Rang | Nation         |
| ---- | -------------- |
| 15   | Lettland       |
| 16   | Großbritannien |
| 17   | Italien        |
| 18   | Österreich     |
| 19   | Kroatien       |
| 20   | Slowenien      |
| 21   | Bulgarien      |

## Medaillengewinner
| OlympiasiegerKanada | Meghan Agosta, Gillian Apps, Tessa Bonhomme, Jennifer Botterill, Jayna Hefford, Haley Irwin, Rebecca Johnston, Becky Kellar, Gina Kingsbury, Charline Labonté, Carla MacLeod, Meaghan Mikkelson, Caroline Ouellette, Cherie Piper, Marie-Philip Poulin, Colleen Sostorics, Kim St-Pierre, Shannon Szabados, Sarah Vaillancourt, Catherine Ward, Hayley Wickenheiser Trainerin: Melody Davidson |
| SilberUSA           | Kacey Bellamy, Caitlin Cahow, Lisa Chesson, Julie Chu, Natalie Darwitz, Meghan Duggan, Molly Engstrom, Hilary Knight, Jocelyne Lamoureux, Monique Lamoureux, Erika Lawler, Gigi Marvin, Brianne McLaughlin, Jenny Potter, Angela Ruggiero, Molly Schaus, Kelli Stack, Karen Thatcher, Jessie Vetter, Kerry Weiland, Jinelle Zaugg-Siergiej Trainer: Mark Johnson                               |
| BronzeFinnland      | Anne Helin, Jenni Hiirikoski, Venla Hovi, Michelle Karvinen, Mira Kuisma, Emma Laaksonen, Rosa Lindstedt, Terhi Mertanen, Heidi Pelttari, Mariia Posa, Annina Rajahuhta, Karoliina Rantamäki, Noora Räty, Mari Saarinen, Saija Sirviö, Nina Tikkinen, Minnamari Tuominen, Saara Tuominen, Linda Välimäki, Anna Vanhatalo, Marjo Voutilainen Trainer: Pekka Hämäläinen                          |

## Auszeichnungen
Spielertrophäen
| Auszeichnung          | Spieler          | Team   |
| --------------------- | ---------------- | ------ |
| Beste Torhüterin      | Shannon Szabados | Kanada |
| Beste Verteidigerin   | Molly Engstrom   | USA    |
| Beste Stürmerin       | Meghan Agosta    | Kanada |
| Wertvollste Spielerin | Meghan Agosta    | Kanada |

All-Star Team
| Angriff:      | Meghan Agosta – Jenny Potter – Marie-Philip Poulin |
| Verteidigung: | Angela Ruggiero – Molly Engstrom                   |
| Tor:          | Shannon Szabados                                   |